# 孫甜甜
孫 甜甜（スン・ティエンティエン、ピン音：Sun Tiantian, 1981年10月12日 - ）は、中華人民共和国・河南省鄭州市出身の女子プロテニス選手。同僚の李婷とペアを組み、2004年のアテネ五輪で女子ダブルスの金メダルを獲得した選手である。2008年の全豪オープン混合ダブルスで優勝し、4大大会でも優勝経験を持つ。右利き、バックハンド・ストロークは両手打ち。身長175cm、体重65kg。WTAツアーでシングルス1勝、ダブルスでアテネ五輪を含む12勝を挙げた。自己最高ランキングはシングルス77位、ダブルス16位。

## 来歴
8歳からテニスを始め、2001年から女子テニス国別対抗戦・フェドカップの中国代表選手となる。2004年のアテネ五輪でテニスの中国代表選手に選ばれた時、女子ダブルスには孫甜甜&李婷の組と、鄭潔と晏紫組の2組を送り出した。孫甜甜&李婷のペアは、1回戦から強敵との戦いの連続だった。1回戦でアメリカ（ビーナス・ウィリアムズ&チャンダ・ルビン組）、2回戦でイタリア（シルビア・ファリナ・エリア&フランチェスカ・スキアボーネ組）、準々決勝ではオーストラリア（アリシア・モリク&レネ・スタブス組）、準決勝ではアルゼンチン（パオラ・スアレス&パトリシア・タラビーニ組）を破って決勝に進出する。8月22日の女子ダブルス決勝戦で、2人のペアはスペイン代表のコンチタ・マルティネス&ビルヒニア・ルアノ・パスクアル組を 6-3, 6-3 のストレートで圧倒し、中国に初めてのテニス金メダルをもたらした。
その後も孫甜甜は李婷とのペアでダブルスの好成績を出し続け、2006年度は女子ツアーのダブルスで3勝を記録した。2007年10月、孫は晏紫とペアを組み、日本のジャパン・オープンとタイ・バンコク大会でダブルス2週連続優勝を達成した。
アテネ五輪の女子ダブルス金メダルから4年後、孫は2008年全豪オープン混合ダブルスでネナド・ジモニッチ（セルビア）と組んで優勝し、4大大会でも初優勝を果たした。孫とジモニッチは、決勝でインドペアのマヘシュ・ブパシ&サニア・ミルザ組を 7-6, 6-4 のストレートで破って優勝した。
孫甜甜はダブルス・パートナーの李婷に比べると、シングルスにも強く、全豪オープンを除く4大大会で女子シングルス2回戦に進出している。2005年のチャイナ・オープン2回戦ではセリーナ・ウィリアムズを 6-2, 7-6(7) で破る番狂わせを起こした。2006年10月8日、孫はウズベキスタン・タシュケント大会の決勝で地元選手のイロダ・ツルヤガノワを 6-2, 6-4 で破り、女子テニスツアー大会でシングルス初優勝を果たした。
孫甜甜は2009年9月の広州国際女子オープンではクルム伊達公子と組みダブルスで準優勝した。10月のチャイナ・オープンダブルスの1回戦で敗退した試合が最後の出場となった。11月にテニス指導者の張鵬と結婚した。

## WTAツアー決勝進出結果

### シングルス: 1回 (1勝0敗)
| 大会グレード         |
| -------------------- |
| グランドスラム (0–0) |
| ティア I (0–0)       |
| ティア II (0–0)      |
| ティア III (0–0)     |
| ティア IV & V (1–0)  |

| 結果 | No. | 決勝日        | 大会       | サーフェス | 対戦相手             | スコア   |
| ---- | --- | ------------- | ---------- | ---------- | -------------------- | -------- |
| 優勝 | 1.  | 2006年10月8日 | タシケント | ハード     | イロダ・ツルヤガノワ | 6–2, 6–4 |

### ダブルス: 22回 (12勝10敗)
| 大会グレード          | 大会グレード                 |
| 2008年以前            | 2009年以後                   |
| --------------------- | ---------------------------- |
| グランドスラム (0–0)  |                              |
| オリンピック (1-0)    |                              |
| WTAファイナルズ (0–0) |                              |
| ティア I (0–1)        | プレミア・マンダトリー (0-0) |
| ティア I (0–1)        | プレミア5 (0-0)              |
| ティア II (1-1)       | プレミア (0–0)               |
| ティア III (6-4)      | インターナショナル (0–1)     |
| ティア IV ＆ V (4-3)  | インターナショナル (0–1)     |

| 結果   | No. | 決勝日         | 大会           | サーフェス   | パートナー       | 対戦相手                                              | スコア           |
| ------ | --- | -------------- | -------------- | ------------ | ---------------- | ----------------------------------------------------- | ---------------- |
| 優勝   | 1.  | 2003年6月14日  | ウィーン       | クレー       | 李婷             | 晏紫 鄭潔                                             | 6–3, 6–4         |
| 準優勝 | 1.  | 2003年10月12日 | タシケント     | ハード       | 李婷             | ユリア・ベイゲルジマー タチアナ・ポウチェク           | 3–6, 6–7(0)      |
| 優勝   | 2.  | 2003年11月2日  | ケベックシティ | ハード(室内) | 李婷             | エルス・カレンズ メイレン・ツー                       | 6–3, 6–3         |
| 優勝   | 3.  | 2003年11月9日  | パタヤ         | ハード       | 李婷             | ウィニー・プラクシャ アンジェリク・ウィジャヤ         | 6–4, 6–3         |
| 準優勝 | 2.  | 2004年2月22日  | ハイデラバード | ハード       | 李婷             | リーゼル・フーバー サニア・ミルザ                     | 6–7(1), 4–6      |
| 優勝   | 4.  | 2004年8月22日  | アテネ五輪     | ハード       | 李婷             | コンチタ・マルティネス ビルヒニア・ルアノ・パスクアル | 6–3, 6–3         |
| 優勝   | 5.  | 2004年10月3日  | 広州           | ハード       | 李婷             | 楊舒静 于瑩                                           | 6–4, 6–1         |
| 準優勝 | 3.  | 2005年2月12日  | ハイデラバード | ハード       | 李婷             | 晏紫 鄭潔                                             | 4–6, 1–6         |
| 優勝   | 6.  | 2005年5月1日   | エストリル     | クレー       | 李婷             | ミハエラ・クライチェク ヘンリエッタ・ナギョワ         | 6–3, 6–1         |
| 優勝   | 7.  | 2006年2月12日  | パタヤ         | ハード       | 李婷             | 晏紫 鄭潔                                             | 3–6, 6–1, 7–6(5) |
| 準優勝 | 4.  | 2006年3月4日   | ドーハ         | ハード       | 李婷             | ダニエラ・ハンチュコバ 杉山愛                         | 4–6, 3–6         |
| 優勝   | 8.  | 2006年5月7日   | エストリル     | クレー       | 李婷             | ヒセラ・ドゥルコ マリア・サンチェス・ロレンツォ       | 6–2, 6–2         |
| 優勝   | 9.  | 2006年10月1日  | 広州           | ハード       | 李婷             | バニア・キング エレナ・コスタニッチ                   | 6–4, 2–6, 7–5    |
| 準優勝 | 5.  | 2007年4月15日  | チャールストン | ハード       | 彭帥             | 晏紫 鄭潔                                             | 5–7, 0–6         |
| 準優勝 | 6.  | 2007年5月26日  | ストラスブール | クレー       | アリシア・モリク | 晏紫 鄭潔                                             | 3–6, 4–6         |
| 準優勝 | 7.  | 2007年6月17日  | バーミンガム   | 芝           | メイレン・ツー   | 詹詠然 荘佳容                                         | 6-7(3), 3-6      |
| 準優勝 | 8.  | 2007年10月19日 | 広州           | ハード       | バニア・キング   | 彭帥 晏紫                                             | 3–6, 4–6         |
| 優勝   | 10. | 2007年10月7日  | 東京           | ハード       | 晏紫             | 荘佳容 バニア・キング                                 | 1–6, 6–2, [10–6] |
| 優勝   | 11. | 2007年10月14日 | バンコク       | ハード       | 晏紫             | 森田あゆみ 波形純理                                   | 不戦勝           |
| 優勝   | 12. | 2008年3月9日   | バンガロール   | ハード       | 彭帥             | 詹詠然 荘佳容                                         | 6–4 5–7, [10–8]  |
| 準優勝 | 9.  | 2008年9月21日  | 広州           | ハード       | 晏紫             | マリヤ・コリツェワ タチアナ・ポウチェク               | 4–6, 6–4, [8–10] |
| 準優勝 | 10. | 2009年9月20日  | 広州           | ハード       | クルム伊達公子   | オリガ・ゴボツォワ タチアナ・ポウチェク               | 6–3, 2–6, [8–10] |

## 4大大会シングルス成績
略語の説明
| W | F | SF | QF | #R | RR | Q# | LQ | A | Z# | PO | G | S | B | NMS | P | NH |

W=優勝, F=準優勝, SF=ベスト4, QF=ベスト8, #R=#回戦敗退, RR=ラウンドロビン敗退, Q#=予選#回戦敗退, LQ=予選敗退, A=大会不参加, Z#=デビスカップ/BJKカップ地域ゾーン, PO=デビスカップ/BJKカッププレーオフ, G=オリンピック金メダル, S=オリンピック銀メダル, B=オリンピック銅メダル, NMS=マスターズシリーズから降格, P=開催延期, NH=開催なし.
| 大会           | 2003 | 2004 | 2005 | 2006 | 2007 | 2008 | 通算成績 |
| -------------- | ---- | ---- | ---- | ---- | ---- | ---- | -------- |
| 全豪オープン   | A    | LQ   | LQ   | 1R   | 1R   | A    | 0–2      |
| 全仏オープン   | A    | A    | LQ   | 2R   | 1R   | A    | 1–2      |
| ウィンブルドン | A    | 2R   | A    | 2R   | 1R   | LQ   | 2–3      |
| 全米オープン   | 1R   | A    | 2R   | 1R   | LQ   | A    | 1–3      |